# Boromissi
Ne doit pas être confondu avec Bogoumissi.
Boromissi est une commune rurale située dans le département de Siby de la province des Balé au Burkina Faso.